# Cantwell Creek
Der Cantwell Creek ist ein 34 Kilometer langer linker Nebenfluss des Jack Rivers im US-Bundesstaat Alaska. 

## Flusslauf
Der Cantwell Creek wird vom Cantwell-Gletscher auf der Südostseite der nördlichen Alaskakette auf einer Höhe von etwa 950 m gespeist. Der Fluss fließt anfangs 14 Kilometer in südsüdöstlicher Richtung aus dem Gebirge. Anschließend biegt er scharf nach links ab und strömt auf den restlichen 20 Kilometer in ostnordöstlicher Richtung. Der östlich gelegene Broad Pass trennt den Cantwell Creek vom Oberlauf des Middle Fork Chulitna River. Der George Parks Highway verläuft entlang dem Unterlauf des Cantwell Creeks. Der gletschergespeiste Fluss mündet schließlich bei der Siedlung Cantwell in den Jack River.

## Name
Der Fluss trägt den Namen von John C. Cantwell, einem US-Offizier und Erforscher des Inneren Alaskas Ende des 19. Jahrhunderts.